# Línea T62 (EMT Madrid)
La línea T62 (a efectos de numeración interna, 457) de la EMT de Madrid unía la Plaza de Castilla con el centro de Correos de la estación de Chamartín, pasando antes por el recinto de viajeros de dicha estación.
Permanece suspendida sine die desde el 13 de marzo de 2023, a causa de la demolición del edificio de Correos y de las obras que se están realizando en la estación de Chamartín.

## Características
La línea formaba parte de la subred TCT (Transporte al Centro de Trabajo) de la EMT que se puso en marcha a partir de 2007 para crear una serie de líneas de autobús que comunicasen los principales centros de trabajo de Madrid con el intercambiador multimodal más cercano a los mismos.
Esta línea servía de lanzadera para los trabajadores del centro de clasificación de Correos de la estación de Chamartín, comunicando esta área con la propia estación y el intercambiador de Plaza de Castilla. Hasta 2011 recibía la denominación de línea 80.

### Frecuencias
| De lunes a viernes |           |
| de 6:30 a 21:00    | 20 min    |
| de 21:00 a 22:00   | 20-30 min |

## Recorrido y paradas

### Sentido Estación de Chamartín
La línea iniciaba su recorrido en la calle Mateo Inurria junto a la Plaza de Castilla, desde donde se incorporaba a la plaza para salir por el Paseo de la Castellana en dirección norte.
Tras recorrer unos 500 m por este paseo, la línea giraba a la derecha por la calle del Padre Francisco Palau y Quer, por la que accedía al recinto de viajeros de la estación de Chamartín.
Tras atravesar este recinto, salía por la calle Hiedra, por la que llegaba a las instalaciones que Correos tiene junto a la estación de Chamartín, donde tenía su cabecera.
| Código | Parada                            | Común con                                   | Conexiones con Metro y Cercanías | Otros |
| ------ | --------------------------------- | ------------------------------------------- | -------------------------------- | ----- |
| 5459   | PLAZA CASTILLA (C/ Mateo Inurria) | SE704                                       | Plaza de Castilla                |       |
| 1486   | Plaza Castilla                    | 66 124 147 SE704                            | Plaza de Castilla                |       |
| 1487   | Castellana-José Vasconcelos       | 66 67 124 134 135 147 173 174 176 178 SE704 |                                  |       |
| 1488   | Castellana-Marqués Torrelaguna    | 66 173 174 176 178 SE704                    |                                  |       |
| 2788   | Chamartín                         |                                             | Chamartín                        |       |
| 2787   | Paquete Exprés                    |                                             |                                  |       |
| 2791   | Centro Clasificación              |                                             |                                  |       |
| 2792   | CHAMARTÍN (Recinto Correos)       |                                             |                                  |       |

### Sentido Plaza de Castilla
La línea iniciaba su recorrido junto al recinto de Correos de la estación de Chamartín, en la calle Hiedra, a través de la cual circulaba hacia el recinto de viajeros de la estación, al que prestaba servicio.
Desde la zona de viajeros de la estación de Chamartín, salía por la calle Agustín de Foxá. Llegando al final del tramo no peatonal de la misma giraba a la izquierda por la calle Enrique Larreta, que recorría en su totalidad hasta salir a la calle Mateo Inurria, teniendo su cabecera en la esquina de esta calle con la Plaza de Castilla.
| Código | Parada                            | Común con | Conexiones con Metro y Cercanías | Otros |
| ------ | --------------------------------- | --------- | -------------------------------- | ----- |
| 2792   | CHAMARTÍN (Recinto Correos)       |           |                                  |       |
| 2790   | Paquete Exprés                    |           |                                  |       |
| 1917   | Chamartín                         | 5         | Chamartín                        |       |
| 1916   | Agustín de Foxá                   | 5         |                                  |       |
| 5459   | PLAZA CASTILLA (C/ Mateo Inurria) | SE704     | Plaza de Castilla                |       |